# Sodoma și Gomora (piesă de teatru)
Sodoma și Gomora (franceză: Sodome et Gomorrhe) este o piesă de teatru de Jean Giraudoux (1882–1944). Compusă ca o tragedie cu acțiune în cetatea biblică Sodoma, piesa a fost publicată în 1943 și a avut premiera la 11 octombrie 1943 la Théâtre Hébertot din Paris.
Deși Giraudoux a fost un scriitor prolific înainte de cel de-Al Doilea Război Mondial, Sodome et Gomorrhe a fost singura lui operă nouă care a fost produsă în timpul ocupației germane. În limba engleză a fost tradusă prima dată de Herma Briffault în Barry Ulanov's Makers of the Modern Theatre (1961). În 2005, a avut premiera în limba română la Teatrul Național Radiofonic, regia artistică Toma Enache, adaptare de Costin Tuchilă.

## Personaje
- Lia
- Jean
- Ruth
- Jacques
- Luc
- Martha
- Pierre
- Judith
- Salomeea
- Athalie
- Samson
- Dalila

## Reprezentații
Sodoma și Gomora a avut premiera la 11 octombrie 1943 în Paris la Théâtre Hébertot într-o producție de Georges Douking. În distribuție au apărut vedetele populare Edwige Feuillère ca Lia și Gérard Philipe ca Jean, această producție originală având un mare succes comercial și fiind rejucată de peste 200 de ori.

## Teatru radiofonic
- 13 martie 2005  - cu Irina Movilă, Delia Nartea, Mihai Dinvale, Mircea Rusu, Cristian Iacob, Oana Ștefănescu, Mihai Constantin, Ion Chelaru, Valentin Teodosiu, Daniela Ioniță, producător și regia tehnică Vasile Manta, adaptare de Costin Tuchilă, regia muzicală George Marcu